# Salmacis (Caria)
Salmacis (griego antiguo, Σαλμακίς) fue una antigua ciudad griega de Caria que, al menos en un periodo de la época clásica, tuvo una cierta autonomía política pero con posterioridad se convirtió en un distrito de Halicarnaso. También era el nombre de una fuente ubicada en ese lugar. 
Estrabón solo menciona la fuente Salmacis, y dice que estaba situada en Halicarnaso. Algunos creían que esta fuente tenía la propiedad de convertir en afeminados a los que bebían de ella.
Vitrubio ubica la fuente Salmacis en el extremo occidental de la bahía de Halicarnaso, donde había un templo de Afrodita y Hermes.
Según Arriano, era una de las acrópolis de la ciudad de Halicarnaso.
Salmacis aparece también en la llamada Inscripción de Ligdamis, que procede de Halicarnaso y se fecha hacia 475-450 a. C. El texto es una ley, elaborada por una asamblea que contaba con representantes de Halicarnaso y de Salmacis, que trata de procedimientos para posibles reclamaciones de tierras y viviendas y donde se menciona la existencia magistrados de Salmacis encargados del registro de bienes inmuebles (mnémones). De esta inscripción se ha deducido que Salmacis era un asentamiento vecino pero separado físicamente de Halicarnaso y conservaba una autonomía política respecto de ella, pero probablemente estaba en proceso de sinecismo.
Otra inscripción fechada entre 425 y 350 a. C. trata de la venta de propiedades de deudores insolventes por parte de los santuarios de Apolo, Atenea y Parthénos (quizá Artemisa) de Halicarnaso. En ella se mencionan explícitamente viviendas de Salmacis y una tierra cerca de Salmacis, lo que induce a pensar que en la época de la inscripción Salmacis seguía estando separada físicamente de Halicarnaso pero posiblemente ya habría sido absorbida políticamente por esta última.
A través del análisis de estas dos inscripciones se ha establecido que Salmacis y Halicarnaso contaban con parte de la población griega y parte caria.
Desde el descubrimiento en 1995 de una inscripción grabada sobre el muro de una estoa, fechada a fines del siglo II a. C. donde se mencionan tanto la fuente como la ninfa Salmacis, se localiza en el promontorio de Kaplan Kalesı.